# Силвиус II Фридрих (Вюртемберг-Оелс)
Силвиус II Фридрих фон Вюртемберг-Оелс (на немски: Sílvius II Friedrich von Württemberg-Oels; * 21 февруари 1651, Оелс; † 3 юни 1697, Оелс) от Дом Вюртемберг (Линия Вайлтинген), е херцог на Вюртемберг-Оелс в Силезия (1668 – 1697).

## Живот
Той е вторият син на херцог Силвиус I Нимрод фон Вюртемберг-Оелс (1622 – 1664) и съпругата му херцогиня Елизабет Мария фон Мюнстерберг-Оелс (1625 – 1686) от род Подебради, единствената дъщеря на херцог Карл Фридрих I фон Оелс и първата му съпруга принцеса Анна София фон Саксония-Алтенбург.
Според завещанието на баща му през 1664 г. майка му е регентка на Оелс и опекун на нейните четирима сина заедно с херцог Кристиан фон Бриг и неговия полубрат фрайхер Август фон Лигница (1627 – 1679). Принцовете пътуват из Европа, между другото в Нидерландия, и най-големият му брат Карл Фердинанд умира през 1669 г.
През 1672 г. тримата братя поемат управлението и разделят страната по нареждане на майка им. Силвиус II Фридрих получава Оелс, Кристиан Улрих I (1652 – 1704) получава Бернщат (1652 – 1704), най-малкият Юлиус Зигмунд (1653 – 1684) става херцог на Вюртемберг-Юлиусбург. От 1673 г. Силвиус II Фридрих води регентството на най-малкия си брат до неговото пълнолетие.
Силвиус II Фридрих се жени на 7 май 1672 г. в Оелс за херцогиня Елеонора Шарлота фон Вюртемберг-Мьомпелгард (1656 – 1743), дъщеря на херцог Георг II (1626 – 1699), внучка на Лудвиг Фридрих фон Вюртемберг-Монбеляр. Бракът е бездетен.
Силвиус II Фридрих умира 1697 г. без наследник. По нареждане на майка му Оелс попада на по-малкия брат Кристиан Улрих I.
Силвиус II Фридрих е член на литературното общество „Fruchtbringende Gesellschaft“.